# Isicathamiya
Isicathamiya (uitspraak met de "c" als een dentale klik) is een zangstijl die onder de Zoeloes en Swazis (in Zuid-Afrika) is ontstaan. Johannesburg en Durban zijn regionale hotspots voor de Isicathamiya. Deze stijl kreeg bekendheid in het westen door het album Graceland van Paul Simon dat in 1986 uitkwam.
Bekende bands zijn Ladysmith Black Mambazo (Zoeloe), Afrika Mamas (Zoeloe) en Dlamini King Brothers (Swazi).